# تل بيغ شيل
تل بيغ شيل (بالإنجليزية: Big Shale Hill) هو تل يقع على الحدود بين مقاطعتي ألبرتا وكولومبيا البريطانية في كندا، ويُعد جزءًا من سلسلة روكي الكندية.
يبلغ ارتفاع التل حوالي 2405 مترًا فوق مستوى سطح البحر. يُصنف كأحد التلال الصخرية التي تتميز بطبقات واضحة من الصخور الرسوبية، ويُحتمل أن يكون التكوين الصخري المهيمن فيه هو الصخر الزيتي (Shale)، وهو ما يُشتق منه اسمه.

## الموقع
يقع التل على الخط الفاصل بين ألبرتا وكولومبيا البريطانية، في منطقة جبلية تُعرف بتضاريسها الوعرة وإطلالاتها الطبيعية الخلابة.